# Ядерна енергетика Франції

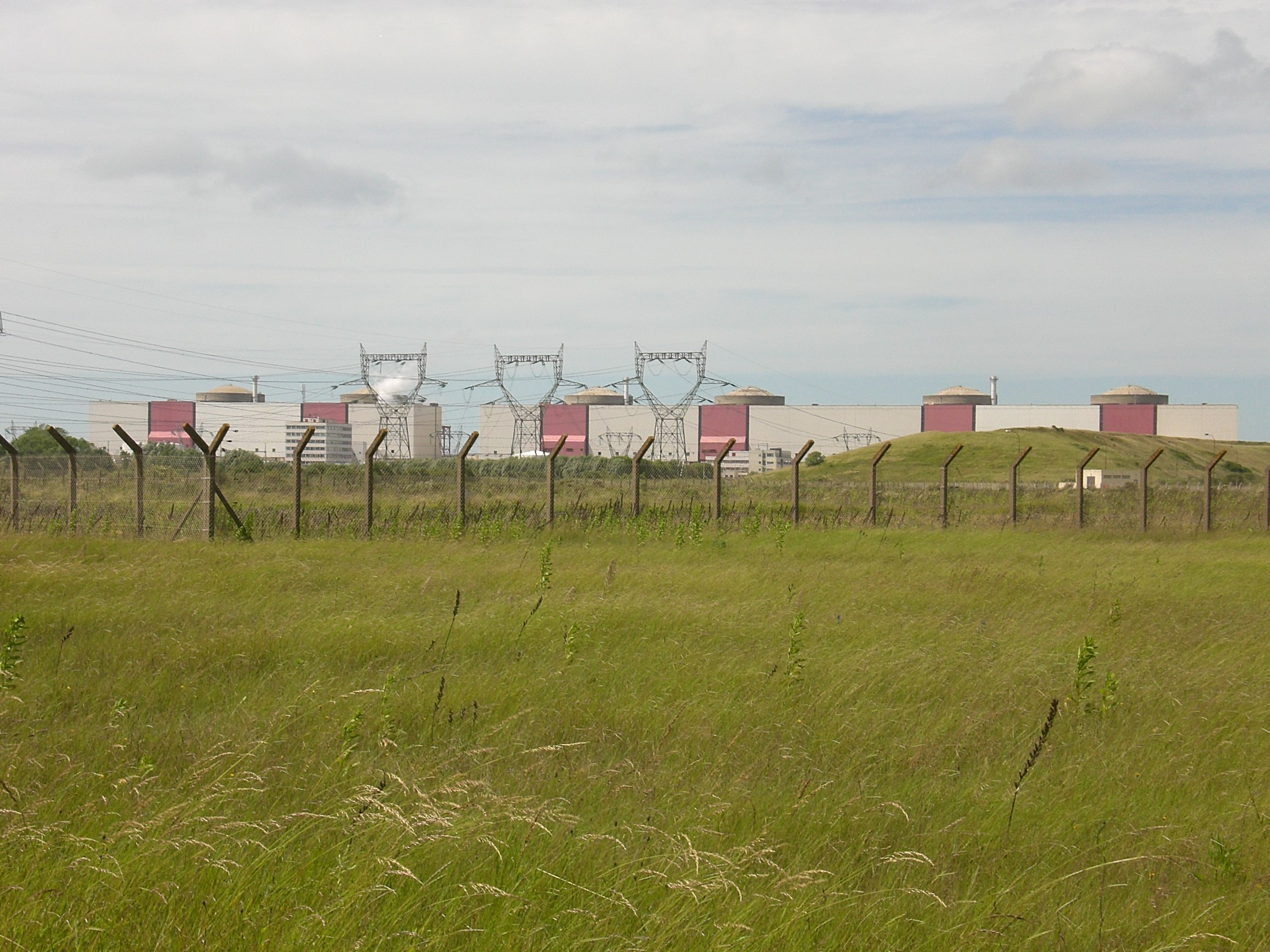
АЕС Гравлін — найбільша атомна станція Франції із встановленою потужністю 5,4 ГВт.

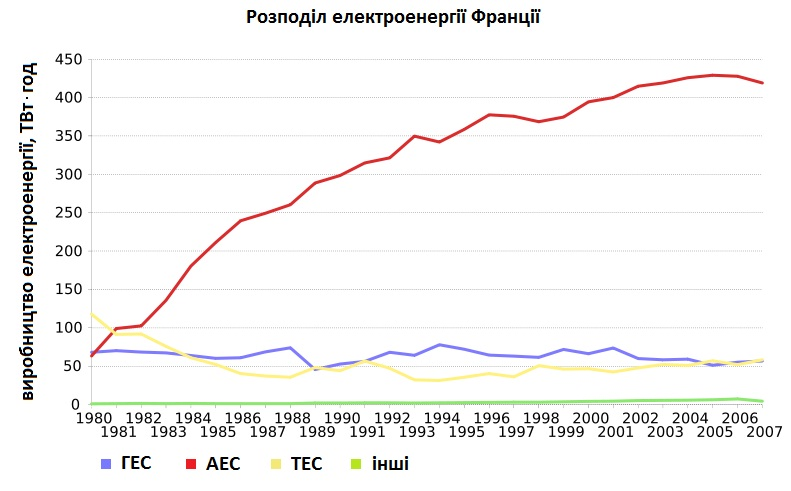
Розподіл електроенергії

Ядерна енергетика займає провідну роль у виробництві електроенергії у Франції. Станом на 2024 рік вона становить 63% від загального виробництва електроенергії, що є найвищим показником у світі.
Станом на початок 2024 на території країни розташовано 19 АЕС. В експлуатації знаходиться 57 енергоблоків різної потужності.
За обсягом електроенергії, виробленої на атомних електростанціях, Франція займає друге місце у світі після США. Вона є найбільшим експортером електроенергії у світі.
Завдяки атомній енергетиці Франція в значній мірі незалежна від імпорту енергоресурсів, а особливо нафти, та виробляє більшу частку електроенергії без використання вугілля.
Станом на початок 2024 уряд країни розглядає добудову нових 8 атомних станцій та 6 додаткових енергоблоків ввиду старіння парку атомних реакторів, їхнього планованого виводу та дорогих ремонтів.

## Історія
Французькі фізики зробили значний внесок у динаміку міжнародних досліджень, які привели до розуміння механізмів розщеплення атома, що, в свою чергу, призвело до розвитку цивільних і військових ядерних програм Франції та усього світу.
Так, у 1896 р. Анрі Беккерель виявив, що від уранових сполук йде невидиме оку випромінювання. Випромінювання Беккереля вивчали П'єр та Марія Кюрі, котрі у 1898 році оголосили про існування двох радіоактивних елементів: полонію і радію. У 1902 році вони отримали один з цих елементів — радій. Подружжя Ірен і Фредерік Жоліо-Кюрі синтезували велику кількість нових радіоактивних елементів та відкрили штучну радіоактивність. Саме Фредерік Жоліо-Кюрі знайшов прямий фізичний доказ того, що поділ (розщеплення) урану носить вибуховий характер. Однак почалася Друга світова війна. Окупація Франції німецькими військами змусила вченого перервати дослідження.

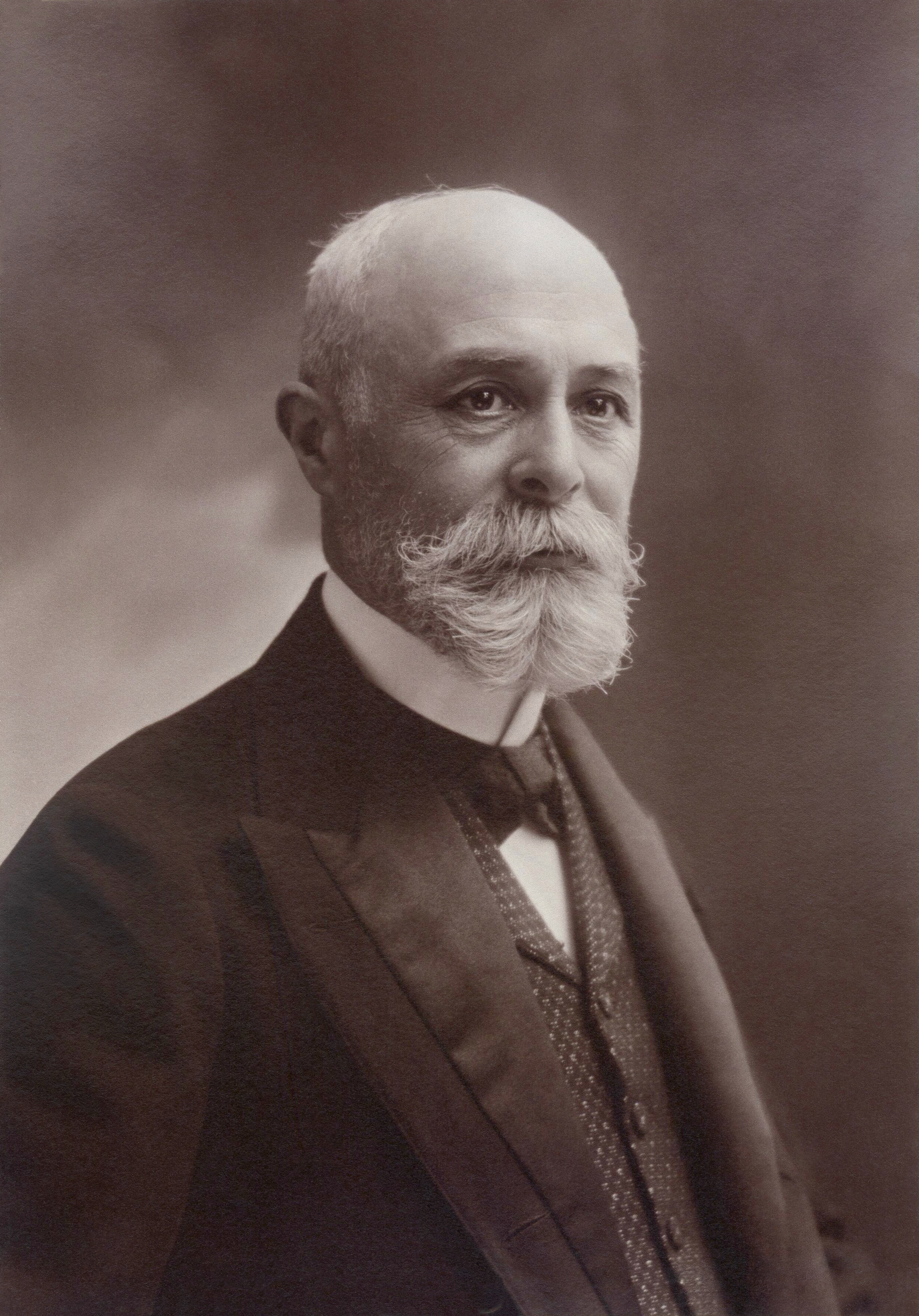
Анрі Беккерель

У жовтні 1945 року Жоліо-Кюрі переконав президента Франції Шарля де Голля створити Комісаріат з атомної енергії Франції. Через три роки Ф. Жоліо-Кюрі керував пуском першого у Франції ядерного реактора.
18 жовтня 1945 року генерал де Голль створив Комісію з атомної енергії (CEA). Ця організація ставила за мету проведення науково-технічних досліджень з використання атомної енергії в різних галузях промисловості, науки, державної оборони.
В 1946 році була заснована енергетична державна компанія Électricité de France (EDF), котра відповідає за виробництво і розподіл електроенергії в країні.
Друга Світова війна та нестача природних копалин підтвердили необхідність розвитку ядерної енергетики як у військовому, так і у цивільному напрямках. Для здійснення повного ядерно-паливного циклу Франція потребувала виробництва власного палива. Тому у 1958 році був побудований завод зі збагачення урану в П’єрлаті (Pierrelatte).
Прискоренню розвитку французької ядерно-енергетичної програми сприяли події 1973 року (перша нафтова криза), в результаті яких ціни на нафту піднялися в два рази.
Нафтова криза жорстко продемонструвала енергетичну залежність західних країн.
Але кілька ядерних аварій підірвали довіру до атомної промисловості та сприяли виявленню та впровадженню основних заходів, необхідних для забезпечення ефективнішої безпеки на кожній стадії ядерного паливного циклу. Так у 1979 році відбувається перша ядерна аварія на Три-Майл-Айленд (Three Mile Island, США); в 1980 році на атомній станції Сен-Лорана (Saint-Laurent, Франція); але віхою в розвитку ядерної енергетики стала Чорнобильська катастрофа 26 квітня 1986 року (Українська РСР), котра отримала за Міжнародною шкалою ядерних подій (INES) 7-й рівень, і вважається однією з найстрашніших ядерних аварій.
20 вересня 1994 року Франція підписала Міжнародну Конвенцію про ядерну безпеку.
У 2001 році була створена французька компанія Areva, діяльність якої пов’язана як з ядерною енергетикою, так і з виробництвом електроенергії альтернативними джерелами.
Аварія на атомній станції Фукусіма 11 березня 2011 року сприяла відродженню питання про використання ядерної енергетики,а саме про її безпеку. Президент Франції Ніколя Саркозі 24 березня 2011 року оголосив, що у Франції не існує питання про доцільність вибору ядерної енергетики. Були проведені перевірки атомних станцій, спрямовані на виявлення можливого ризику від повеней, землетрусів, втрати електроенергії і втрати системи охолодження, а також перевірку ефективності оперативного управління в аварійних ситуаціях.
Після включення ядерної енергетики до таксономії зелених джерел в 2023 році, для вирішення питання енергозабезпечення Франція в майбутньому має намір збільшити число АЕС, які повинні замінити вугільні станції, що при роботі викидають в атмосферу велику кількість CO2. Замість будівництва шести раніше запланованих АЕС зараз у Парижі говорять про 14 нових атомних реакторів поділу.

## Організаційна структура атомної енергетики Франції
Організаційна структура включає в себе:

### Державні органи
- DGEC (Генеральний директорат з енергетики та клімату);
- Незалежні агентства з атомної енергетики: французький орган з безпеки (Autorité де Sûreté Nucléaire - ASN);
- Експертний інститут: IRSN (Інститут радіаційного захисту та ядерної безпеки);
- Наукові дослідження та розробки: CEA (Комісаріат з атомної енергії);
- Оператор ядерних електростанції: EDF (Електрисите де Франс);
- Будівництво ядерних заводів: AREVA NP;
- Ядерний паливний цикл, у тому числі машинобудування та послуги: AREVA group;
- Гірництво: AREVA NC;
- Конверсія: Comurhex;
- Збагачення: Eurodif, Georges Besse II;
- Виготовлення палива: AREVA NP (UO), AREVA NC (МОКС);
- Переробка та упакування: AREVA NC;
- Поводження з радіоактивними відходами: ANDRA.

## Енергетичні компанії Франції
Électricité de France (EDF) є провідною компанією в галузі виробництва і постачання електроенергії у Франції,а також найбільшим ядерним оператором у світі.
Компанія була створена 8 квітня 1946 в результаті націоналізації активів різних компаній в сфері генерації, передачі і розподілу електроенергії.

EDF виробляє 95% електроенергії без викидів СО2, при цьому 75,1% саме завдяки атомній енергетиці. До її управління належать 58 енергоблоків (62400 МВт), розташованих на 19 діючих АЕС на території Франції.

Продукція компанії:
- ядерна енергія 75,1%;
- гідроенергія 11,9%;
- теплова енергія 10,6%:
- відновлювальних джерел (без урахування гідроелектростанцій) 2,4%, а саме:
  - вітряна енергія;
  - сонячна енергія;
  - морська енергія;
  - енергія біомас;
  - геотермальна енергія.

AREVA – група, діяльність якої охоплює всі стадії паливного циклу, проектування і будівництва ядерних реакторів і пов'язаних з ними послуг. Група також розвиває свою діяльність у сфері, пов’язаній із відновлюваними джерелами енергії. Ця компанія є вагомим гравцем на міжнародній арені. AREVA займається продажем продукції в 100 країнах і виробництвом потужностей в 43 країнах світу. Її діяльність в атомній промисловості пов’язана з:
- видобутком уранової руди;
- виготовленням ядерного палива;
- будівництвом реакторів;
- переробкою відпрацьованого ядерного палива;
- транспортуванням радіоактивних матеріалів, тощо.

Група головним чином складається з шести дочірніх компаній:
- AREVA NC[fr] (ядерний цикл), колишня COGEMA, контролює більшу частину промисловості паливного циклу, за винятком виробництва UO-палива (AREVA NP), поводження з радіоактивними відходами та їх утилізації (ANDRA). AREVA NC є промисловим і комерційним лідером на всіх етапах ядерного паливного циклу, у тому числі розвідки та експлуатації уранових рудників, конверсії (Comurhex), збагачення (Eurodif, SET), виготовлення МОХ-палива (Melox), переробки та утилізації упакування.
- Areva NP (Атомна енергетика) відповідає за проектування і будівництво атомних електростанцій, постачання палива, технічне обслуговування й модернізацію.
- Areva Т.А. займається проектуванням, розробкою інженерних споруд та їхнього дизайну. З моменту свого створення компанія займається виготовленням, підтримкою та обслуговуванням ядерних реакторів військово-морських підводних човнів і авіаносців військового флоту. Вона також бере участь у виробництві електронного обладнання та систем для транспорту.
- Euriware є сервісною компанією в області комп'ютерної техніки, займається консалтингом, системною інтеграцією, аутсорсінґом.
- Areva renouvelables присвячена відновлювальним джерелам енергії.
- Areva MED сприяє боротьбі з раком шляхом розробки інноваційних методів виробництва 212 ізотопу свинцю (212 Pb).

Alstom є поставником парових турбін потужністю від 900 МВт до 1800 МВт номер один у світі. Близько 30% атомних електростанцій світу (типу PWR(ВВЕР), BWR і PHWR) забезпечені паровими турбінами, виготовленими саме цією компанією. Також Alstom є найдосвідченішим постачальником турбогенераторів у світі для атомних електростанцій з 1960-х рр. Крім цього компанія Alstom займається виготовленням насосів, парогенераторів та іншого обладнання для АЕС.
Bouygues та Vinci – будівельні компанії-партнери, котрі зробили вагомий внесок у розвиток атомної енергетики Франції, окрім них існує близько двох десятків середніх компаній і сотні середніх і малих підприємств, котрі мають важливе значення для розвитку атомної енергетики Франції.

## Агентства та державні установи
Commissariat à l'énergie atomique (CEA) - основне управління в галузі досліджень, розробок та інновацій. Його діяльність виявляється в чотирьох основних сферах:
- енергетика:
  - дослідження ядерних відходів;
  - оптимізація атомної промисловості;
  - майбутнє ядерних систем;
  - нові технології для енергії;

- технології для інформації та здоров'я:
  - мікро- і нанотехнології;
  - програмне забезпечення технологій;
  - біотехнологія;
  - ядерні технології для охорони здоров'я;

- оборона і глобальна безпека:
  - забезпечення збройних сил ядерними боєголовками;
  - розробка і підтримка ядерних реакторів для військово-морських сил;
  - дотримання договорів та боротьба проти розповсюдження тероризму;

- фундаментальні дослідження:
  - термоядерний синтез;
  - вивчення клімату та довкілля;
  - вивчення матерії: фізика елементарних частинок, астрофізика, хімія, тощо;
  - вивчення життя: радіобіологія, радіаційна патологія, токсикологія, неврологія, радіація і ризик для здоров'я, тощо.

CEA працює в 10 центрах, розташованих по всій Франції. Вони розвивають партнерські відносини з іншими науково-дослідницькими установами, місцевими органами влади та університетами. Таким чином, CEA займається координацією досліджень французьких національних альянсів в сферах енергетики, цифрових технологій (ALLISTENE), наук про життя і здоров'я (AVIESAN) і наук про довкілля (AllEnvi).
IRSN Інститут радіаційного захисту та ядерної безпеки (фр. l’Institut de radioprotection et de sûreté nucléaire), створений в 2001 році, займається науковими дослідженнями в області охорони і контролю ядерних матеріалів. Він також надає технічну підтримку органам державної влади.
ANDRA Національне агентство з поводження з радіоактивними відходами (фр. l’Agence nationale pour la gestion des déchets radioactifs), заснована в 1991 році, відповідає за довгострокове поводження з радіоактивними відходами Франції.
AFNI Міжнародне ядерне агентство Франції (фр. L'agence France nucléaire international), засноване в 2008 році, спрямоване на надання допомоги іноземним державам, які бажають розвивати цивільну ядерну промисловість.

## Ядерний паливний цикл
Франція має замкнутий ядерний паливний цикл з переробкою, як і Велика Британія, Нідерланди, Росія та Японія, котрий включає в себе: видобуток руди, конверсію, збагачення, виготовлення палива, опромінення в реакторі, його можлива утилізація, та управління відходами.

### Видобуток руди
У Франції, видобуток урану почався тільки після Другої світової війни зі створення, 18 жовтня 1945 року, Комісаріату з атомної енергії CEA (фр. Commissariat a l’energie atomique).
У 1973 перша нафтова криза була стимулом для видобутку руди, зростання цін на уран. Це привело до відкриття і введення в експлуатацію нових родовищ. 
Закриття останньої французької шахти в 2001 році змусило Францію імпортувати уранову руду. Розроблена стратегія закупівлі уранової руди. Закупівля відбувається через головного оператора – EDF.

### Конверсія
Перетворення уранового концентрату здійснюється в два етапи. Спочатку урановий концентрат перетворюється в тетрафторид урану (UF4), потім в гексафторид урану (UF6). Ці операції виконуються на заводі Comurhex Malvési, компанії Areva, близько Нарбонна (Narbonne).

### Збагачення урану

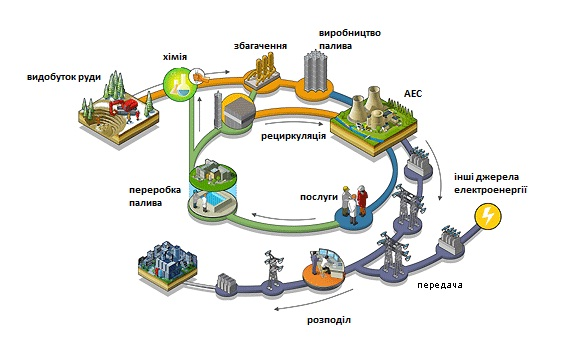
Ядерний паливний цикл

Гексафторид урану збагачується на заводі Georges-Besse ядерного об’єкта Tricastin.
З введенням в експлуатацію в 2012 році заводу зі збагачення урану, Georges-Besse II, умови для дозбагачення будуть вигіднішими через використання методу центрифугування. Значно меншим буде енергоспоживання в порівнянні з існуючим в цей час[коли?] методом газової дифузії.

### Виготовлення палива
Паливо для атомних електростанцій ділиться на два види: диоксид урану (UO2) і суміш урану і плутонію (MOX-паливо).
Виготовлення диоксиду урану відбувається в одній з філій Areva на франко-бельгійському заводі Fabrication du Combustible (FBFC). Він виготовляє паливні збірки готові для використання на атомних електростанціях оснащених водо-водяними реакторами.
В центрі CEA, Cadarache, в 1962 році було введено в експлуатацію підприємство з виготовлення МОХ-палива для реакторів на швидких нейтронах Phenix і Superphenix. Але в 1995 році були висунуті вимоги щодо його закриття через розташування в сейсмічно-активній зоні.
На сьогодні завод Melox у місті Marcoule робить цей вид палива.

### Переробка
Майже все відпрацьоване паливо у тепловидільних збірках транспортується для переробки в сталевих контейнерах залізницею. Вони прибувають на залізничний термінал Valognes регіону Basse-Normandie і доставляються на завод La Hague. Після прибуття на місце, тепловидільні збірки видаляються зі своїх сталевих контейнерів під водою за допомогою робота, через свою високу радіоактивність, і зберігаються протягом 3-5 років на дні басейну. Цього часу достатньо, щоб зменшити радіоактивність. Після закінчення цього терміну збірки видаляються і відправляються для переробки палива на введений в експлуатацію в 1996 році завод TU 5 дочірньої компанії Areva NC, котрий розташований на ядерному об’єкті Tricastin.
Операцію повторного збагачення переробленого палива завод Georges-Besse не в змозі виконати. До 2012 року тільки два заводи у світі здатні це здійснити – завод в Сєвєрську (Росія) та завод Urenco в Нідерландах. Планується, що новий завод Georges-Besse II в 2012 році буде здатний повторно збагачувати перероблене паливо. На разі третина відновленого урану в La Hague збагачується повторно в Сєвєрську (Росія), інші дві третини зберігаються в містечку Pierrelatte що є стратегічним об’єктом.

## АЕС на території Франції
На сьогодні на території країни розташовано 19 АЕС. В експлуатації знаходиться 58 енергоблоків різної потужності:
- 34 реактори потужністю 900 МВт;
- 20 реакторів потужністю 1300 МВт;
- 4 реактори потужністю 1450 МВт.
- 12 ядерних реакторів зупинені.

Всі енергоблоки збудовані французьким виробником Framatome (тепер AREVA NP).
Станом на 2010 рік Франція визнана другою країною у світі за обсягом виробництва електроенергії на АЕС і посіла перше місце у світі за долею електроенергії, виробленої на АЕС (74%). Кількість електроенергії яка виробляється на АЕС Франції становить 16% від електроенергії, що виробляється АЕС світу.

### Перелік реакторів
| Назва       | Блок №. | Реактор | Реактор     | Статус                               | Чиста потужність (MW) | Початок будівництва | Комерційне використання | Закриття       |
| Назва       | Блок №. | Тип     | Модель      | Статус                               | Чиста потужність (MW) | Початок будівництва | Комерційне використання | Закриття       |
| ----------- | ------- | ------- | ----------- | ------------------------------------ | --------------------- | ------------------- | ----------------------- | -------------- |
| Бельвіль    | 1       | PWR     | P4 REP 1300 | Функціонує                           | 1310                  | 1 травня 1980       | 1 червня 1988           |                |
| Бельвіль    | 2       | PWR     | P4 REP 1300 | Функціонує                           | 1310                  | 1 серпня 1980       | 1 січня 1989            |                |
| Блайе       | 1       | PWR     | CP1         | Функціонує                           | 910                   | 1 січня 1977        | 1 грудня 1981           |                |
| Блайе       | 2       | PWR     | CP1         | Функціонує                           | 910                   | 1 січня 1977        | 1 січня 1983            |                |
| Блайе       | 3       | PWR     | CP1         | Функціонує                           | 910                   | 1 квітня 1978       | 14 листопада 1983       |                |
| Блайе       | 4       | PWR     | CP1         | Функціонує                           | 910                   | 1 квітня 1978       | 1 жовтня 1983           |                |
| Бренніліс   | 1       | HWGCR   |             | Відключений/виведення з експлуатації | 70                    | 1 липня 1962        | 1 червня 1968           | 31 липня 1985  |
| Бюже        | 1       | GCR     | UNGG        | Відключений                          | 540                   | 1 грудня 1965       | 1 липня 1972            | 27 травня 1994 |
| Бюже        | 2       | PWR     | CP0         | Функціонує                           | 910                   | 1 листопада 1972    | 1 березня 1979          |                |
| Бюже        | 3       | PWR     | CP0         | Функціонує                           | 910                   | 1 вересня 1973      | 1 березня 1979          |                |
| Бюже        | 4       | PWR     | CP0         | Функціонує                           | 880                   | 1 червня 1974       | 1 липня 1979            |                |
| Бюже        | 5       | PWR     | CP0         | Функціонує                           | 880                   | 1 липня 1974        | 3 січня 1980            |                |
| Бюже        | 6       | PWR     | EPR2        | Заплановано                          | 1670                  |                     |                         |                |
| Бюже        | 7       | PWR     | EPR2        | Заплановано                          | 1670                  |                     |                         |                |
| Каттеном    | 1       | PWR     | P4 REP 1300 | Функціонує                           | 1300                  | 29 жовтня 1979      | 1 квітня 1987           |                |
| Каттеном    | 2       | PWR     | P4 REP 1300 | Функціонує                           | 1300                  | 28 липня 1980       | 1 лютого 1988           |                |
| Каттеном    | 3       | PWR     | P4 REP 1300 | Функціонує                           | 1300                  | 15 червня 1982      | 1 лютого 1991           |                |
| Каттеном    | 4       | PWR     | P4 REP 1300 | Функціонує                           | 1300                  | 28 вересня 1983     | 1 січня 1992            |                |
| Шинон       | A-1     | GCR     | UNGG        | Відключений                          | 70                    | 1 лютого 1957       | 1 лютого 1964           | 16 квітня 1973 |
| Шинон       | A-2     | GCR     | UNGG        | Відключений                          | 180                   | 1 серпня 1959       | 24 лютого 1965          | 14 червня 1985 |
| Шинон       | A-3     | GCR     | UNGG        | Відключений                          | 360                   | 1 березня 1961      | 4 серпня 1966           | 15 червня 1990 |
| Шинон       | B-1     | PWR     | CP2         | Функціонує                           | 905                   | 1 березня 1977      | 1 лютого 1984           |                |
| Шинон       | B-2     | PWR     | CP2         | Функціонує                           | 905                   | 1 березня 1977      | 1 серпня 1984           |                |
| Шинон       | B-3     | PWR     | CP2         | Функціонує                           | 905                   | 1 жовтня 1980       | 4 березня 1987          |                |
| Шинон       | B-4     | PWR     | CP2         | Функціонує                           | 905                   | 1 лютого 1981       | 1 квітня 1988           |                |
| Шо          | A-1     | PWR     | CHOOZ-A     | Виведений з експлуатації             | 305                   | 1 січня 1962        | 15 квітня 1967          | 30 жовтня 1991 |
| Шо          | B-1     | PWR     | N4 REP 1450 | Функціонує                           | 1500                  | 1 січня 1984        | 15 травня 2000          |                |
| Шо          | B-2     | PWR     | N4 REP 1450 | Функціонує                           | 1500                  | 1 січня 1984        | 15 травня 2000          |                |
| Сіво        | 1       | PWR     | N4 REP 1450 | Функціонує                           | 1495                  | 15 жовтня 1988      | 29 січня 2002           |                |
| Сіво        | 2       | PWR     | N4 REP 1450 | Функціонує                           | 1495                  | 1 квітня 1991       | 23 квітня 2002          |                |
| Крюа        | 1       | PWR     | CP2         | Функціонує                           | 915                   | 1 серпня 1978       | 2 квітня 1984           |                |
| Крюа        | 2       | PWR     | CP2         | Функціонує                           | 915                   | 15 листопада 1978   | 1 квітня 1985           |                |
| Крюа        | 3       | PWR     | CP2         | Функціонує                           | 915                   | 15 квітня 1979      | 10 вересня 1984         |                |
| Крюа        | 4       | PWR     | CP2         | Функціонує                           | 915                   | 1 жовтня 1979       | 11 лютого 1985          |                |
| Дамп'єрр    | 1       | PWR     | CP1         | Функціонує                           | 890                   | 1 лютого 1975       | 10 вересня 1980         |                |
| Дамп'єрр    | 2       | PWR     | CP1         | Функціонує                           | 890                   | 1 квітня 1975       | 16 лютого 1981          |                |
| Дамп'єрр    | 3       | PWR     | CP1         | Функціонує                           | 890                   | 1 вересня 1975      | 27 травня 1981          |                |
| Дамп'єрр    | 4       | PWR     | CP1         | Функціонує                           | 890                   | 1 грудня 1975       | 20 листопада 1981       |                |
| Фессенайм   | 1       | PWR     | CP0         | Відключений                          | 880                   | 1 вересня 1971      | 1 січня 1978            | 22 лютого 2020 |
| Фессенайм   | 2       | PWR     | CP0         | Відключений                          | 880                   | 1 лютого 1972       | 1 квітня 1978           | 29 червня 2020 |
| Фламанвіль  | 1       | PWR     | P4 REP 1300 | Функціонує                           | 1330                  | 1 грудня 1979       | 1 грудня 1986           |                |
| Фламанвіль  | 2       | PWR     | P4 REP 1300 | Функціонує                           | 1330                  | 1 травня 1980       | 9 березня 1987          |                |
| Фламанвіль  | 3       | PWR     | EPR         | Функціонує                           | 1600                  | 3 грудня 2007       | 21 грудня 2024          |                |
| Гольфеш     | 1       | PWR     | P4 REP 1300 | Функціонує                           | 1310                  | 17 листопада 1982   | 1 лютого 1991           |                |
| Гольфеш     | 2       | PWR     | P4 REP 1300 | Функціонує                           | 1310                  | 1 жовтня 1984       | 4 березня 1994          |                |
| Гравлін     | 1       | PWR     | CP1         | Функціонує                           | 910                   | 1 лютого 1975       | 25 листопада 1980       |                |
| Гравлін     | 2       | PWR     | CP1         | Функціонує                           | 910                   | 1 березня 1975      | 1 грудня 1980           |                |
| Гравлін     | 3       | PWR     | CP1         | Функціонує                           | 910                   | 1 грудня 1975       | 1 червня 1981           |                |
| Гравлін     | 4       | PWR     | CP1         | Функціонує                           | 910                   | 1 квітня 1976       | 1 жовтня 1981           |                |
| Гравлін     | 5       | PWR     | CP1         | Функціонує                           | 910                   | 1 жовтня 1979       | 15 січня 1985           |                |
| Гравлін     | 6       | PWR     | CP1         | Функціонує                           | 910                   | 1 жовтня 1979       | 25 жовтня 1985          |                |
| Гравлін     | 7       | PWR     | EPR2        | Заплановано                          | 1670                  |                     |                         |                |
| Гравлін     | 8       | PWR     | EPR2        | Заплановано                          | 1670                  |                     |                         |                |
| Фенікс      | 1       | FBR     | PH-250      | Відключений                          | 130                   | 1 листопада 1968    | 14 липня 1974           | 1 лютого 2010  |
| Ножан       | 1       | PWR     | P4 REP 1300 | Функціонує                           | 1310                  | 26 травня 1981      | 24 лютого 1988          |                |
| Ножан       | 2       | PWR     | P4 REP 1300 | Функціонує                           | 1310                  | 1 січня 1982        | 1 травня 1989           |                |
| Палюель     | 1       | PWR     | P4 REP 1300 | Функціонує                           | 1330                  | 15 серпня 1977      | 1 грудня 1985           |                |
| Палюель     | 2       | PWR     | P4 REP 1300 | Функціонує                           | 1330                  | 1 січня 1978        | 1 грудня 1985           |                |
| Палюель     | 3       | PWR     | P4 REP 1300 | Функціонує                           | 1330                  | 1 лютого 1979       | 1 лютого 1986           |                |
| Палюель     | 4       | PWR     | P4 REP 1300 | Функціонує                           | 1330                  | 1 лютого 1980       | 1 червня 1986           |                |
| Пенлі       | 1       | PWR     | P4 REP 1300 | Функціонує                           | 1330                  | 1 вересня 1982      | 1 грудня 1990           |                |
| Пенлі       | 2       | PWR     | P4 REP 1300 | Функціонує                           | 1330                  | 1 серпня 1984       | 1 листопада 1992        |                |
| Пенлі       | 3       | PWR     | EPR2        | Заплановано                          | 1670                  |                     |                         |                |
| Пенлі       | 4       | PWR     | EPR2        | Заплановано                          | 1670                  |                     |                         |                |
| Сент-Альбан | 1       | PWR     | P4 REP 1300 | Функціонує                           | 1335                  | 29 січня 1979       | 1 травня 1986           |                |
| Сент-Альбан | 2       | PWR     | P4 REP 1300 | Функціонує                           | 1335                  | 31 липня 1979       | 1 березня 1987          |                |
| Сен-Лоран   | A-1     | GCR     | UNGG        | Відключений                          | 390                   | 1 жовтня 1963       | 1 червня 1969           | 18 квітня 1990 |
| Сен-Лоран   | A-2     | GCR     | UNGG        | Відключений                          | 465                   | 1 січня 1966        | 1 листопада 1971        | 27 травня 1992 |
| Сен-Лоран   | B-1     | PWR     | CP2         | Функціонує                           | 915                   | 1 травня 1976       | 1 серпня 1983           |                |
| Сен-Лоран   | B-2     | PWR     | CP2         | Функціонує                           | 915                   | 1 липня 1976        | 1 серпня 1983           |                |
| Суперфенікс | 1       | FBR     | Na-1200     | Відключений/виведення з експлуатації | 1200                  | 13 грудня 1976      | 1 грудня 1986           | 31 грудня 1998 |
| Трікастен   | 1       | PWR     | CP1         | Функціонує                           | 915                   | 1 листопада 1974    | 1 грудня 1980           |                |
| Трікастен   | 2       | PWR     | CP1         | Функціонує                           | 915                   | 1 грудня 1974       | 1 грудня 1980           |                |
| Трікастен   | 3       | PWR     | CP1         | Функціонує                           | 915                   | 1 квітня 1975       | 11 травня 1981          |                |
| Трікастен   | 4       | PWR     | CP1         | Функціонує                           | 915                   | 1 травня 1975       | 1 листопада 1981        |                |

## Дослідження та Розвиток (R & D)
CEA є членом міжнародної програми з вивчення перспективних технологій для майбутніх ядерно-енергетичних систем, котра звертає, в першу чергу, увагу на питання підвищення безпеки, стійкості, економічності, і зобов'язується збудувати прототип реактора четвертого покоління до 2020 року.
Французька R & D програма в рамках IV покоління зосереджена на двох напрямках:
- будівництво реакторів на швидких нейтронах із замкнутим паливним циклом, щоб знизити кінцеву кількість ядерних відходів та максимально ефективно використовувати природні ресурси. Добре вивчені дві конструкції реакторів: реактор на швидких нейтронах з газовим охолодженням і реактор на швидких нейтронах із натрієвим теплоносієм.
- будівництво високотемпературних реакторів (HTR, VHTR) з метою одержання водню для майбутнього промислового використання і транспортування.

У 2007 році розпочато будівництво нового експериментального реактора ділення (100 МВт), званого Жюль Горовиць (Jules Horowitz). Він буде використовуватися для експериментів на ядерних матеріалах та паливі, а також для виробництва медичних радіоізотопів.

## Міжнародне співробітництво та ініціативи
- Франція є членом ряду міжнародних організацій, включаючи Міжнародне агентство з атомної енергії (МАГАТЕ), Агентство з ядерної енергії[en] (NEA), Організацію економічного співробітництва та розвитку (ОЕСР) і Всесвітню асоціацію організацій, що експлуатують АЕС (WANO), членом котрої є EDF.
- Франція бере участь в INPRO – проект МАГАТЕ за участю розробників і потенційних користувачів майбутніх ядерних технологій (або інноваційних ядерних систем).
- Франція є членом міжнародного форуму Generation IV (GIF), що складається з 12 країн (+ Euratom), діяльність якого присвячена розвитку наступного покоління ядерних реакторів і технологій паливного циклу[8].

## Розвиток людських ресурсів
Національний інститут ядерних технологій та науки (INSTN) є вищим навчальним закладом з підготовки кадрів для атомної промисловості і перебуває під спільним керівництвом Міністерства вищої освіти і науки та Міністерства економіки, промисловості та зайнятості.
Він був створений у 1956 році, коли Франція вирішила розвивати ядерну програму, навчати інженерів і дослідників в галузі науки і передових технологій. INSTN бере активну участь у розповсюдженні знань і ноу-хау, розроблених в рамках ЄЕП.

## Дослідження синтезу

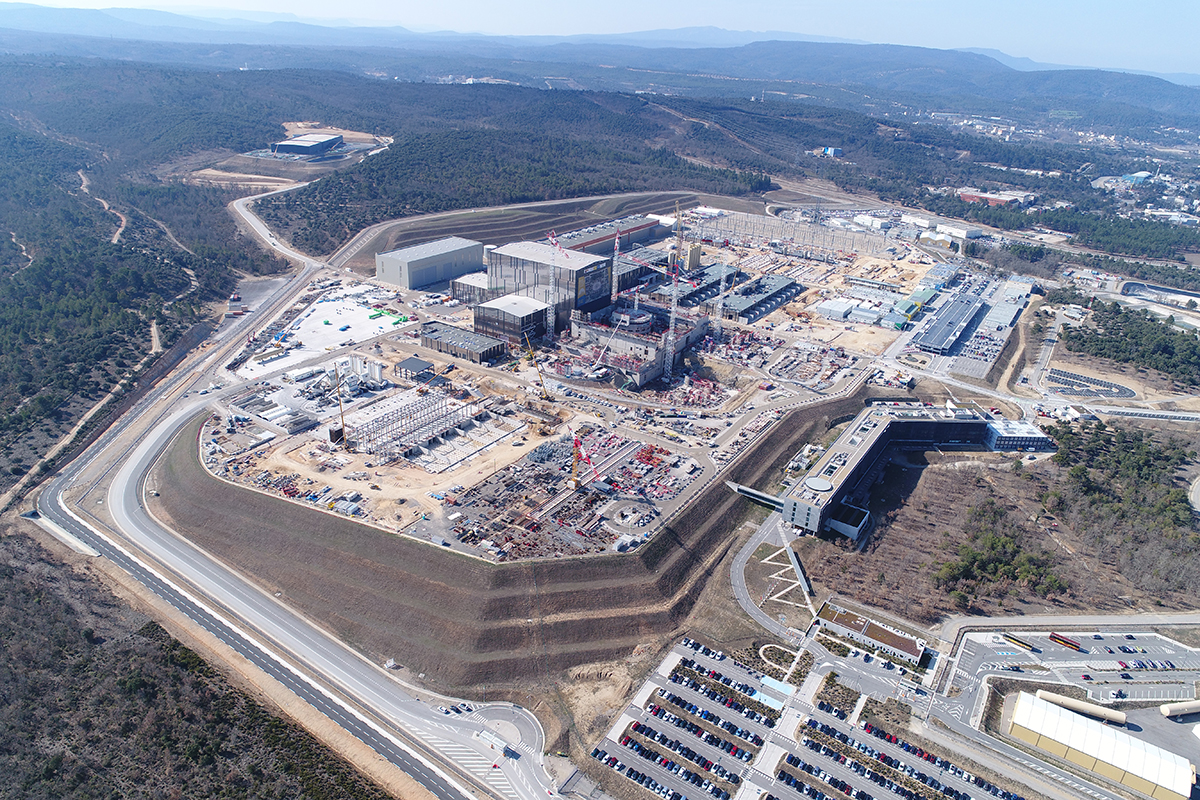
Зйомка з повітря майданчика ITER у 2018 році

Проект ядерного синтезу ITER будує найбільший і найсучасніший у світі експериментальний термоядерний реактор токамак на півдні Франції. Цей проект, створений у співпраці між Європейським Союзом (ЄС), Індією, Японією, Китаєм, Росією, Південною Кореєю та Сполученими Штатами, спрямований на перехід від експериментальних досліджень фізики плазми до термоядерних електростанцій, що виробляють електроенергію. У 2005 році Greenpeace International виступила із заявою для преси, в якій критикувала державне фінансування ITER, вважаючи, що гроші мали бути спрямовані на відновлювані джерела енергії, і стверджуючи, що енергія термоядерного синтезу призведе до ядерних відходів і проблем з розповсюдженням ядерної зброї. Французька асоціація, яка включає близько 700 антиядерних груп, Sortir du nucléaire (Get Out of Nuclear Energy), стверджувала, що ІТЕР був небезпечним, оскільки вчені ще не знали, як маніпулювати високоенергетичними ізотопами водню дейтерію та тритію, які використовуються в процесі термоядерного синтезу. На думку більшості антиядерних груп, енергія ядерного синтезу «залишається далекою мрією». Всесвітня ядерна асоціація каже, що термоядерний синтез «представляє поки що непереборні наукові та інженерні виклики». Будівництво об'єкта ІТЕР почалося в 2007 році, але проект зіткнувся з численними затримками і перевищенням бюджету. Очікується, що об’єкт почне працювати не раніше 2027 року – через 11 років після початкового очікуваного терміну введення в експлуатацію.

## Зовнішні посилання
- Nuclear Power in France // World Nuclear Association
- У Франції планують збудувати понад 14 нових ядерних реакторів